# Stylidium delicatum
Stylidium delicatum este o specie de plante dicotiledonate din genul Stylidium, familia Stylidiaceae, ordinul Asterales, descrisă de Anthony R. Bean. Conform Catalogue of Life specia Stylidium delicatum nu are subspecii cunoscute.